# Osiedle-Nowiny
Osiedle-Nowiny est un village de la voïvodie de Sainte-Croix et du powiat de Kielce. Il est le siège de la gmina de Sitkówka-Nowiny et comptait 2 492 habitants en 2009.